# Исток (община)
Исток (серб. Исток) — община в Косове со спорной административной принадлежностью.
Занимаемая площадь — 464 км².
Административный центр общины — город Исток. Община Исток состоит из 50 населённых пунктов, средняя площадь населённого пункта — 9,3 км².